# Roggia Comenduna
La roggia Comenduna [ˈrɔʤːa komenˈduːna] (Seriöla [sɛˈɾjøla] in dialetto bergamasco) è un canale artificiale lungo circa 4 km, derivato dal fiume Serio, che percorre la provincia di Bergamo.

## Tracciato

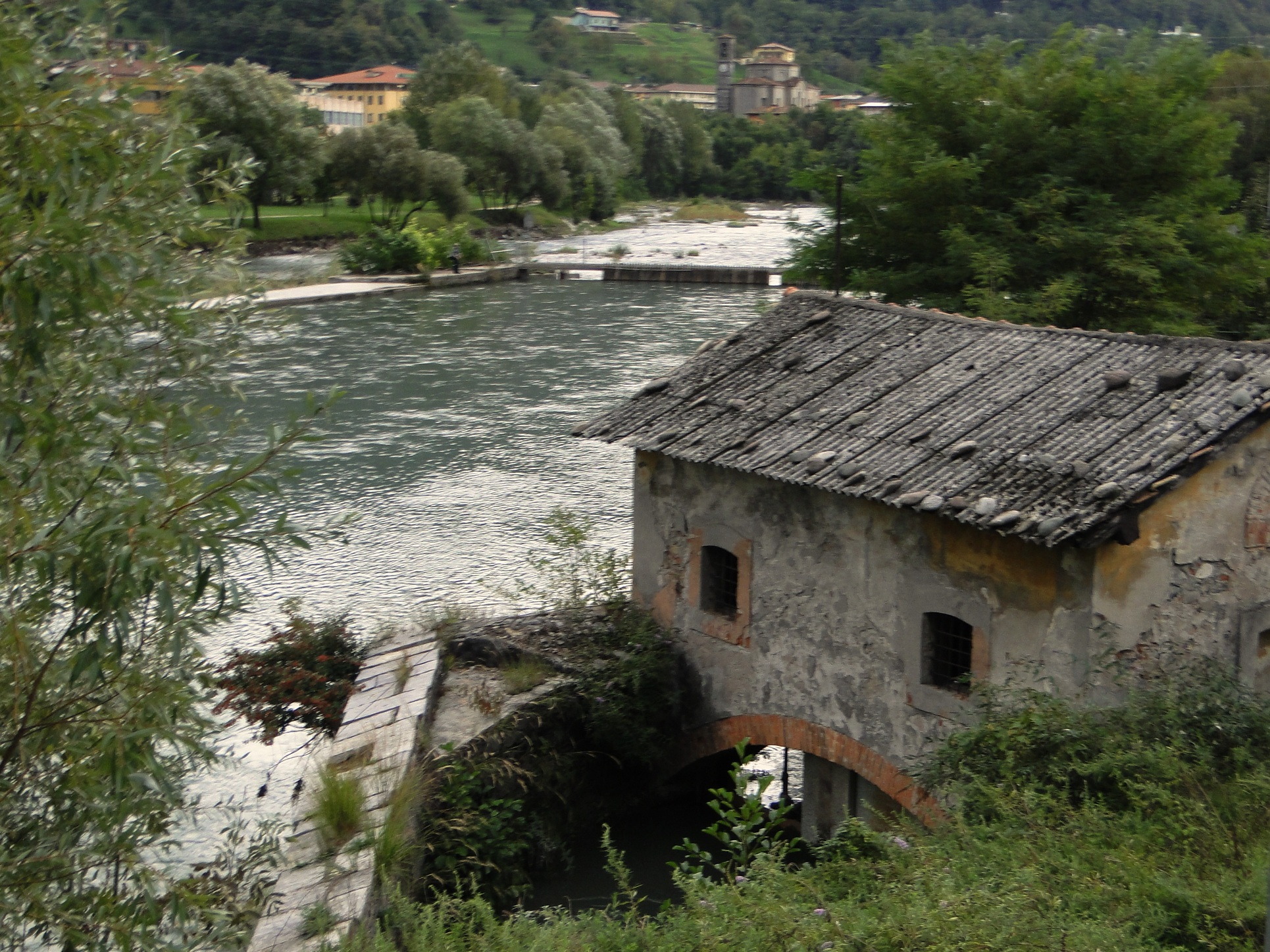
L'edificio in cui sono collocate le bocche di presa della roggia Comenduna

La roggia Comenduna è situata nella bassa val Seriana e trae origine dalle opere di presa poste sulla sponda orografica destra del fiume Serio nei pressi della località Ponte di Cene, situata ad est del paese di Cene ed a Nord dell'abitato di Comenduno (frazione di Albino), borgo da cui il canale deriva il proprio nome.
La roggia prosegue il suo corso seguendo l'andamento della valle, sviluppandosi in direzione sud-est parallelamente al fiume Serio.
Dopo essersi mantenuta attigua alla strada SP 35, fino al 2007 principale arteria viabilistica della valle, solca la zona industriale di Desenzano al Serio e di Albino, mantenendosi sempre all'interno dei confini comunali del capoluogo seriano. Lungo il proprio corso alimenta quindi cinque piccole centrali idroelettriche, due delle quali ancora in funzione, unendosi dopo circa 3.5 chilometri alla roggia Spini, che nasce poche decine di metri più a valle e scorre parallelamente ad essa.
Il canale con le acque delle due rogge, che nei periodi di massima portata può arrivare a 5 m³/s, prosegue per alcune centinaia di metri andando poi ad immettersi nelle vasche di carico di Albino. Queste, poste nei pressi del ponte romanico che collega il capoluogo con la Valle del Lujo e Pradalunga, danno vita a tre canali di grande importanza: la Roggia Serio Grande, la Roggia Morlana e la Roggia Borgogna-Pradalunga, che garantiscono il fabbisogno idrico alle campagne della pianura bergamasca.

## Storia

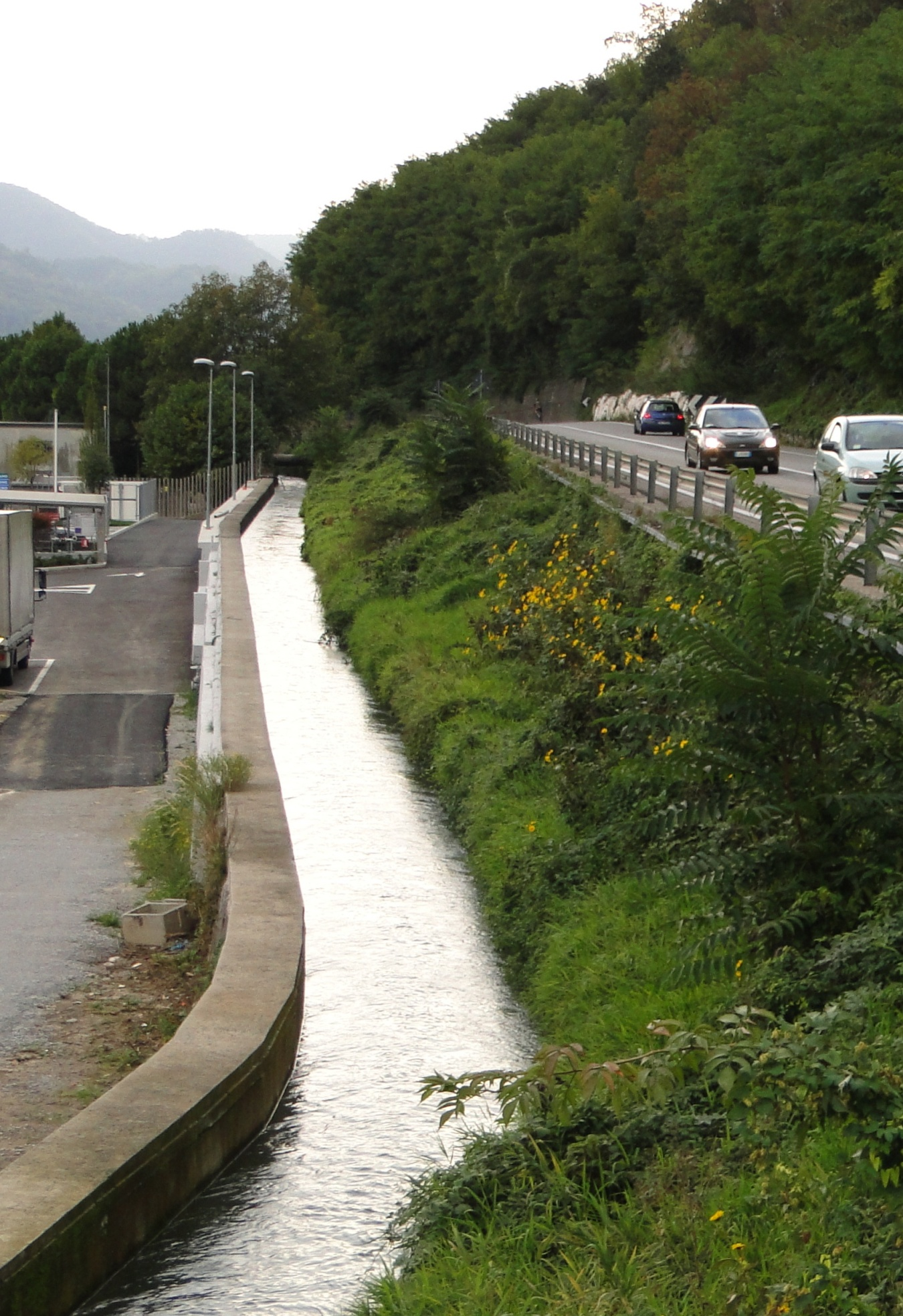
La roggia Comenduna a fianco della strada SP35

Le origini della roggia Comenduna risalgono al XIII secolo.
In quel periodo, in cui la zona era dilaniata dalle lotte tra i Comuni della Lega Lombarda e l'impero di Federico Barbarossa, venne stipulata la Pace di Costanza, trattato con il quale l'imperatore riconosceva la Lega Lombarda e dava ai Comuni che la componevano concessioni in ambito amministrativo, politico e giudiziario, regalie comprese, tra le quali vi era anche la gestione e lo sfruttamento dei corsi d'acqua.
Come accaduto per la vicina città di Bergamo, che si dotò di un vasto sistema di canali artificiali che aveva origine dalla bassa val Seriana e che faceva capo alla roggia Serio Grande, anche il comune di Comenduno avvertì l'esigenza di dotarsi di un sistema irriguo che potesse soddisfare le esigenze dei propri possedimenti nelle campagne circostanti.
Risale al 1223 l'atto formale con il quale Giovanni Tornielli, vescovo di Bergamo, concesse ai consoli del comune di Comenduno la possibilità di estrarre acqua dal corso del fiume Serio, bene di competenza feudale vescovile, al fine di movimentare un mulino. 
La roggia rimase di proprietà comunale fino al 1330, anno in cui metà dei diritti della stessa vennero ceduti ad un esponente della Suardi, che già vantava proprietà nella zona, unitamente a due ruote di mulino.
Contestualmente alla cessione vennero ribaditi i diritti del vescovo sulle acque e quelli degli abitanti di Comenduno di attingere al fine di irrigare i campi posti nei pressi della chiesa di sant'Alessandro.
Nel 1443 vennero redatti gli statuti del comune di Albino, nei quali vennero enunciate una serie di norme volte ad armonizzare l'utilizzo dei corsi d'acqua situati nel territorio comunale: si parla della gestione del prelievo e dalla distribuzione delle acque, delle aste per l'assegnazione dei mulini, nonché del divieto di impiantare lungo il corso del canale attività (tintorie e segherie) che potessero risultare inquinanti.

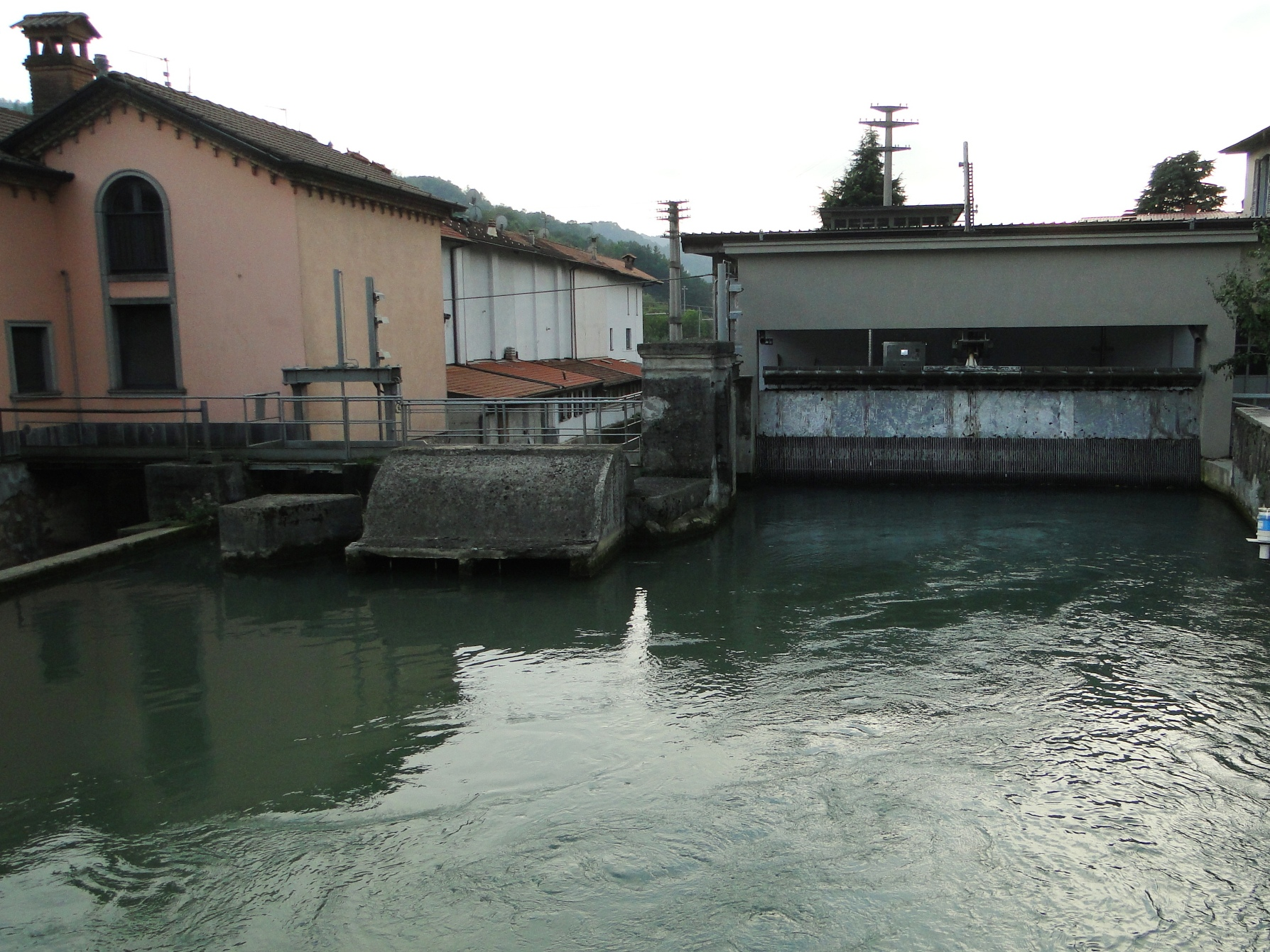
Il tratto della roggia Comenduna-Spini prima delle vasche di carico di Albino

Tra le numerose attività presenti lungo il corso d'acqua si segnalavano, tra le altre, due ruote per molatura, due mulini ed un pestone per i quali si rendeva necessario il pagamento di un affitto alla Congregazione della Misericordia Maggiore (MIA), per la cui riscossione nel 1462 il Vescovo Barozzi investì il comune di Albino.
Per i secoli successivi la Roggia Comenduna venne utilizzata prevalentemente per piccole attività agricole ed artigianali e per il mantenimento della portata della roggia Serio Grande
fino a quando, a partire dal XIX secolo, cominciarono a sorgere le prime industrie. 
Queste vennero edificate lungo il corso dei canali esistenti al fine di sfruttarne la potenza idrica utile a far funzionare i macchinari di opifici ed industrie. Conseguentemente l'importanza della roggia Comenduna crebbe notevolmente, contribuendo al boom economico della valle.
Difatti, se nel 1811 era documentata la presenza di un maglio per la lavorazione del rame e di una sega per il taglio del marmo, già nel 1832 la ditta Colleoni-Gilberti acquistò dal comune di Bergamo, oltre ai diritti sulle acque, anche due magli ed un mulino al fine di impiantarvi molini per la macinazione del cemento estratto dalle cave della zona. Questo piccolo cementificio fu poi rilevato, nel 1867, dalla Società Italiana dei cementi e delle calci idrauliche, oggi Italcementi.
Vi furono anche diverse rivendicazioni inerenti al diritto di estrazione delle acque, la più importante delle quali fu avanzata dall'amministrazione della roggia Morlana contro il Comune di Bergamo, avvenuta negli ultimi anni del XIX secolo e conclusasi con la conferma a favore dell'autorità cittadina.

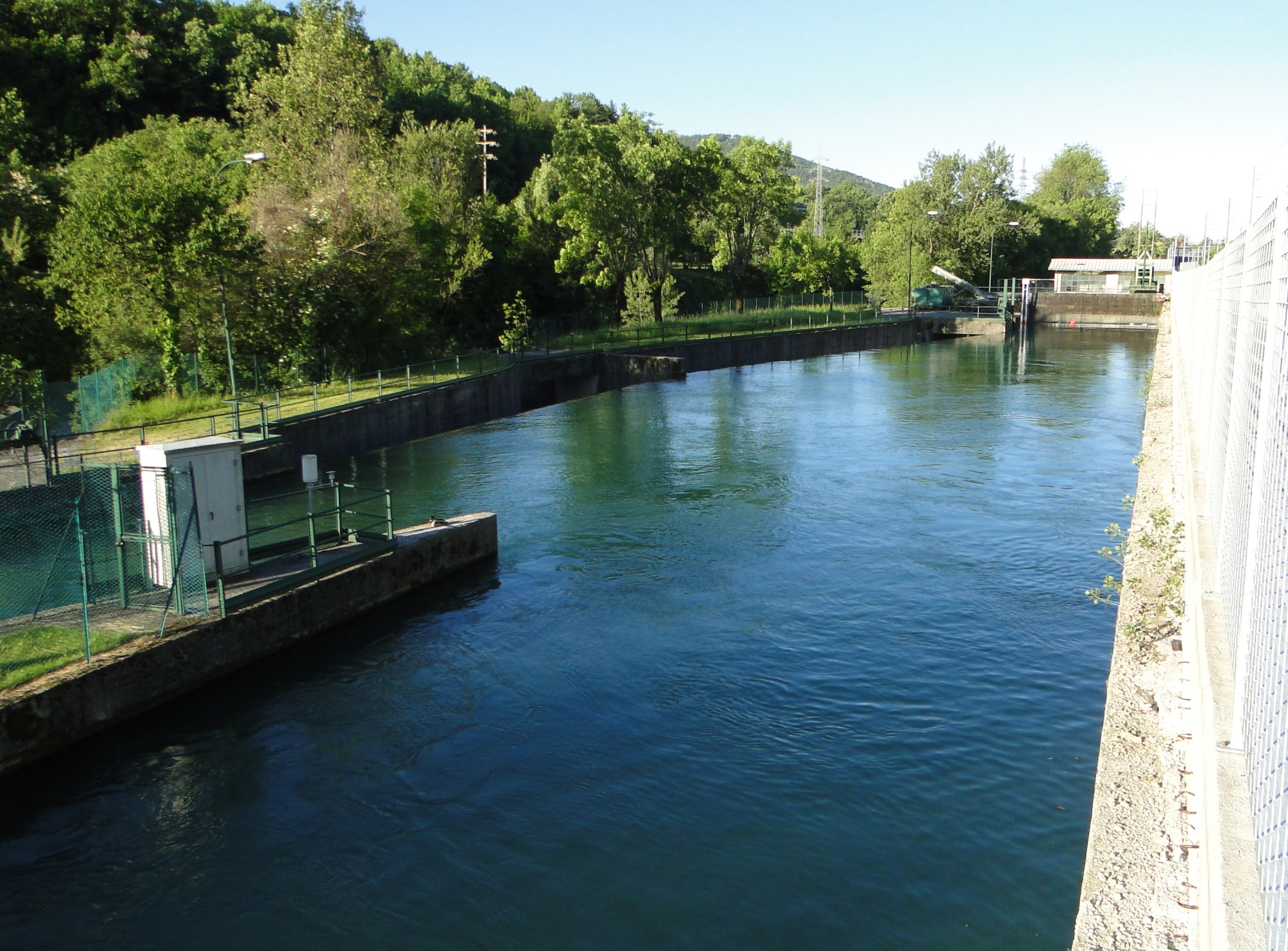
La vasca di carico di Albino, in cui confluisce la roggia Comenduna

In quegli anni vennero installate alcune centrali idroelettriche lungo il corso della roggia Comenduna. La prima, posta presso lo sbocco della piccola valle d'Isla, richiese un'opera che ridusse la pendenza della roggia nel suo tratto più a Nord, al fine di permettere una cascata dalla quale trarre energia, mentre un'altra venne installata più a valle, all'altezza di Comenduno, su uno dei salti d'acqua del cementificio Italcementi.
In seguito al grande sviluppo industriale della zona, parallelamente al corso della roggia venne costruito un secondo canale artificiale. Il primo tratto di questo, denominato roggia Honegger, venne costruito su iniziativa dell'omonimo opificio nei primissimi anni del XX secolo, le cui bocche di presa erano situate pochi metri più a valle di quelle della Comenduna. A questo venne aggiunto tra il 1922 ed il 1937 il canale Italcementi che, dopo aver alimentato una centrale elettrica, si immetteva nella preesistente roggia Spini, creando di fatto una doppia canalizzazione completa parallela.
Prima della seconda guerra mondiale l'importanza della roggia cominciò a diminuire, tanto che vennero dismesse le attività cementizie e lungo il corso risultava attivo il solo maglio della famiglia Calvi. A testimonianza di questo vi era il fatto che i mulini passarono di proprietà dai nobili e borghesi albinesi, direttamente ai mugnai un tempo affittuari.
La crisi si accentuò nella seconda parte del secolo successivo, con la roggia che cominciò a perdere d'importanza anche a causa delle mutate condizioni sociali ed industriali, che la relegarono ad un ruolo marginale.
Attualmente è gestita dal Consorzio della Media Pianura bergamasca.